# Prix Artémisia
Pour les articles homonymes, voir Artemisia.
Le prix Artémisia récompense chaque année début janvier un livre de bande dessinée réalisé par une ou plusieurs femmes. Le jury de cette association, fondée en 2007 par Jeanne Puchol, Chantal Montellier, et Marie-Jo Bonnet, est féminin en 2008 et 2009, puis devient mixte à partir de 2010,. L'objectif du prix est de mettre en avant la production des autrices féminines de bande dessinée. Le nom du prix est un hommage à l'artiste italienne Artemisia Gentileschi.
Une première sélection d'une dizaine de titres publiées entre janvier et décembre de l'année précédente est annoncé courant décembre. Le prix est remis le 9 janvier, date anniversaire de la naissance de Simone de Beauvoir.
En 2014, à l'occasion de la Journée internationale des femmes et de l'entrée au Panthéon de deux femmes, l'association invite neuf dessinatrices à produire des illustrations pour défendre la parité.

## Lauréates
| Année | Prix                             | Livre                                 | Auteure(s)                             | Éditeur                               |
| ----- | -------------------------------- | ------------------------------------- | -------------------------------------- | ------------------------------------- |
| 2008  | Prix Artémisia                   | Nos âmes sauvages                     | Johanna                                | Futuropolis                           |
| 2009  | Prix Artémisia                   | Esthétique et filatures               | Tanxxx                                 | KSTЯ                                  |
| 2009  | Prix Artémisia                   | Esthétique et filatures               | Lisa Mandel                            | KSTЯ                                  |
| 2010  | Prix Artémisia                   | L'Île au poulailler, t1               | Laureline Mattiussi                    | Treize étrange                        |
| 2011  | Prix Artémisia                   | Trop n'est pas assez                  | Ulli Lust                              | Çà et là                              |
| 2012  | Prix Artémisia                   | Mambo                                 | Claire Braud                           | L'Association                         |
| 2013  | Prix Artémisia                   | Charonne - Bou Kadir                  | Jeanne Puchol                          | Tirésias                              |
| 2014  | Prix Artémisia                   | Ainsi soit Benoîte Groult.            | Catel                                  | Grasset                               |
| 2015  | Prix Artémisia                   | Irmina                                | Barbara Yelin                          | Actes Sud / L'An 2                    |
| 2016  | Prix Artémisia                   | Glenn Gould, une vie à contretemps    | Sandrine Revel                         | Dargaud                               |
| 2016  | Mention spéciale du jury         | Mourir (ça n'existe pas)              | Théa Rojzman                           | La Boîte à Bulles                     |
| 2017  | Grand Prix                       | Frapper le sol                        | Céline Wagner                          | Actes Sud / L'An 2                    |
| 2017  | Prix spécial du jury             | Quand viennent les bêtes sauvages     | Nicole Augereau                        | Éditions FLBLB                        |
| 2017  | Prix avenir                      | L'Apocalypse selon Magda              | Chloé Vollmer-Lo                       | Delcourt                              |
| 2017  | Prix avenir                      | L'Apocalypse selon Magda              | Carole Maurel                          | Delcourt                              |
| 2017  | Prix humour                      | Le Problème avec les femmes           | Jacky Fleming                          | Dargaud                               |
| 2018  | Grand Prix                       | Verdad                                | Lorena Canottiere                      | Ici Même                              |
| 2018  | Prix de la fiction historique    | La Guerre de Catherine                | Claire Fauvel (dessin)                 | Rue de Sèvres                         |
| 2018  | Prix de la fiction historique    | La Guerre de Catherine                | Julia Billet (scénario)                | Rue de Sèvres                         |
| 2018  | Prix Humour                      | Idéal standard                        | Aude Picault                           | Dargaud                               |
| 2018  | Prix Avenir                      | L'Écorce des choses                   | Cécile Bidault                         | Warum                                 |
| 2018  | Mention spéciale du documentaire | Bleu pétrole                          | Gwénola Morizur (scénario)             | Bamboo Édition, coll. « Grand Angle » |
| 2018  | Mention spéciale du documentaire | Bleu pétrole                          | Fanny Montgermont (dessin et couleurs) | Bamboo Édition, coll. « Grand Angle » |
| 2019  | Grand Prix                       | Hallali                               | Claire Malary                          | Éditions de L'Œuf                     |
| 2019  | Prix du témoignage               | Sous les bouclettes                   | Mélaka                                 | Delcourt                              |
| 2019  | Prix « René Dumont »             | Les Grands Espaces                    | Catherine Meurisse                     | Dargaud                               |
| 2019  | Prix Mémoire                     | La Terre perdue                       | Hanneriina Moisseinen                  | Actes Sud / L'An 2                    |
| 2019  | Prix du combat féministe         | L'Une d'elles                         | Una                                    | Çà et là                              |
| 2019  | Prix du dessin                   | In-Humus                              | Linnea Sterte                          | Éditions de la Cerise                 |
| 2019  | Prix du dessin                   | Bezimena                              | Nina Bunjevac                          | Ici Même                              |
| 2020  | Grand Prix                       | Ada                                   | Barbara Baldi                          | Ici Même                              |
| 2020  | Prix spécial du jury             | Carnage                               | Florence Dupré la Tour                 | Mauvaise foi                          |
| 2020  | Prix de l'originalité            | Waldo                                 | Lorraine les Bains                     | Lapin                                 |
| 2020  | Prix de l'environnement          | L'Âge bleu                            | Anne Defréville                        | Buchet-Chastel                        |
| 2020  | Prix Artémisia de l'émancipation | Saison des roses                      | Chloé Wary                             | Flblb                                 |
| 2020  | Prix du matrimoine               | La Main verte et Autres Récits        | Nicole Claveloux (dessin)              | Cornélius                             |
| 2020  | Prix du matrimoine               | La Main verte et Autres Récits        | Édith Zha (scénario)                   | Cornélius                             |
| 2021  | Grand Prix                       | Moi, Mikko et Annikki                 | Tiitu Takalo                           | Rue de l'échiquier                    |
| 2021  | Prix Spécial                     | Sourvilo (d)                          | Olga Lavrentieva                       | Actes Sud                             |
| 2021  | Prix Jeunesse                    | Melvina                               | Rachele Aragno                         | Dargaud                               |
| 2021  | Prix Écologie                    | La Déesse Requin                      | Lison Ferné                            | CFC                                   |
| 2021  | Prix Société                     | Hippie Trail                          | Elléa Bird (dessin)                    | Steinkis                              |
| 2021  | Prix Société                     | Hippie Trail                          | Séverine Laliberté (scénario)          | Steinkis                              |
| 2022  | Grand Prix                       | Gianna                                | Arianna Melone                         | Albin Michel                          |
| 2022  | Prix spécial                     | La Grâce                              | Emmi Valve                             | Çà et là                              |
| 2022  | Prix Témoignage                  | Dessiner encore                       | Coco                                   | Les Arènes                            |
| 2022  | Prix Investigation               | Nellie Bly : Dans l'antre de la folie | Carole Maurel (dessin)                 | Glénat                                |
| 2022  | Prix Investigation               | Nellie Bly : Dans l'antre de la folie | Virginie Ollagnier (scénario)          | Glénat                                |
| 2022  | Prix Biopic                      | Queenie : La Marraine de Harlem       | Elizabeth Colomba (dessin)             | Éd. Anne Carrière                     |
| 2022  | Prix Biopic                      | Queenie : La Marraine de Harlem       | Aurélie Lévy (scénario)                | Éd. Anne Carrière                     |
| 2022  | Prix Révélation graphique        | René·e aux bois dormants              | Elene Usdin                            | Sarbacane                             |
| 2023  | Grand Prix                       | Perpendiculaire au soleil             | Valentine Cuny-Le Callet               | Delcourt                              |
| 2023  | Prix Résilience                  | La Réparation                         | Nina Bunjevac                          | éd. Martin de Halleux                 |
| 2023  | Prix Humour                      | Roxane vend ses culottes              | Maybelline Skvortzoff                  | Tanibis                               |
| 2023  | Prix Fantastique                 | Le Bestiaire du crépuscule            | Daria Schmitt                          | Dupuis                                |
| 2023  | Prix du Matrimoine               | Last Girl standing                    | Trina Robbins                          | Bliss éditions                        |
| 2023  | Mention spéciale                 | Sorcières, mes sœurs(ré-édition)      | Chantal Montellier                     | La Boîte à Bulles                     |
| 2024  | Grand Prix                       | Madones et putains                    | Nine Antico                            | Dupuis                                |
| 2024  | Prix Mauvaise Herbe              | Devenir                               | Joanna Folivéli                        | Deux Points                           |
| 2024  | Prix Poésie-Mixte                | Grande échappée                       | Bérengère Delaporte                    | Nathan                                |
| 2024  | Prix Humour                      | Le grand incident                     | Zelba                                  | Futuropolis / Louvres éditions        |
| 2024  | Prix Survireuse                  | Sultana                               | Lili Sohn et Élodie Lascar             | Steinkis                              |